# Ганболдин Терболд
Ганболдин Терболд (монг. Ганболдын Төрболд; нар. 1994) — монгольський борець вільного стилю, бронзовий призер чемпіонату Азії.

## Життєпис
У 2014 році став бронзовим призером чемпіонату Азії серед юніорів.

## Спортивні результати на міжнародних змаганнях

### Виступи на Чемпіонатах Азії
| Змагання                       | Збірна   | Вагова категорія          | Місце  |
| ------------------------------ | -------- | ------------------------- | ------ |
| Чемпіонат Азії з боротьби 2017 | Монголія | вільна боротьба, до 74 кг | 10     |
| Чемпіонат Азії з боротьби 2018 | Монголія | вільна боротьба, до 79 кг | Бронза |

### Виступи на інших змаганнях
| Змагання                                               | Збірна   | Вагова категорія          | Місце  |
| ------------------------------------------------------ | -------- | ------------------------- | ------ |
| Відкритий чемпіонат Монголії з вільної боротьби 2014   | Монголія | вільна боротьба, до 65 кг | 8      |
| Гран-прі «Іван Яригін» 2015                            | Монголія | вільна боротьба, до 70 кг | 12     |
| Кубок Президента Бурятської Республіки з боротьби 2015 | Монголія | вільна боротьба, до 70 кг | 13     |
| Гран-прі «Іван Яригін» 2016                            | Монголія | вільна боротьба, до 70 кг | 16     |
| Кубок Президента Бурятської Республіки з боротьби 2016 | Монголія | вільна боротьба, до 74 кг | 5      |
| Кубок Президента Бурятської Республіки з боротьби 2017 | Монголія | вільна боротьба, до 74 кг | 5      |
| Клубний чемпіонат світу з боротьби 2017                | Монголія | команда                   | 4      |
| Відкритий чемпіонат Монголії з вільної боротьби 2018   | Монголія | вільна боротьба, до 79 кг | Бронза |

### Виступи на змаганнях молодших вікових груп
| Змагання                                      | Збірна   | Вагова категорія          | Місце  |
| --------------------------------------------- | -------- | ------------------------- | ------ |
| Чемпіонат Азії з боротьби серед кадетів 2011  | Монголія | вільна боротьба, до 69 кг | 7      |
| Чемпіонат світу з боротьби серед кадетів 2011 | Монголія | вільна боротьба, до 69 кг | 18     |
| Чемпіонат Азії з боротьби серед юніорів 2014  | Монголія | вільна боротьба, до 66 кг | Бронза |